# Źwierciadło (książka Reja)
Źwierciadło albo Kstałt, w którym każdy stan snadnie sie może swym sprawam jako we źwierciedle przypatrzyć – książka Mikołaja Reja, wydana w 1567/1568 w Krakowie przez Macieja Wirzbiętę.
Książka nawiązuje do gatunku speculum. Wydana pod koniec życia, stanowi podsumowanie poglądów Reja. Źwierciadło powstawało prawdopodobnie przez dłuższy czas. Poszczególne części opatrzone są dedykacjami datowanymi w różnych miejscowościach, aczkolwiek nie są to raczej daty powstania, lecz tylko złożenia dedykacji (Kosów 24 czerwca 1567, Tyniec, Myślenice 30 września, Bizerenda 10 października, Komarno 30 listopada 1567).
Na zawartość tomu składają się utwory Reja:
1. Żywot człowieka poczciwego
2. Spólne narzekanie wszej Korony na porządną niedbałość naszę (Przemowa krótka do krześcijańskiego człowieka każdego)
3. Apoftegmana, to jest Krótkie a roztropne powieści
4. Przemowa krótka do poćciwego Polaka stanu rycerskiego
5. Zbroja pewna każdego rycerza krześcijańskiego
6. Do uczciwego a bacznego Polaka … krótkie a przyjacielskie napomnienie
7. Żegnanie ze światem

W książce znalazła się też biografia Reja zatytułowana Żywot i sprawy poćciwego szlachcica polskiego Mikołaja Reja z Nagłowic … który napisał Andrzej Trzycieski, jego dobry towarzysz, który wiedział wszytki sprawy jego. Jako autor Żywota i spraw figuruje Andrzej Trzecieski, jednak autorstwo to nie jest pewne. Część badaczy, opierając się m.in. na podobieństwie stylu Żywota i spraw do innych utworów Reja, stawia hipotezę, że autorem był sam Rej, zaś nazwiskiem Trzecieskiego posłużył się jako allonimem.
Najobszerniejszą część dzieła stanowi Żywot człowieka poczciwego, stanowiący podsumowane dorobku parenetycznego Reja, w którym opisał on pełny wzorcowy obraz ludzkiego życia. W Spólnym narzekaniu, Przemowie krótkiej i Zbroi przestrzega Polaków przed groźbą upadku ojczyzny, używając do tego stylu biblijnych proroków.